# 德威特鎮區 (密蘇里州卡羅爾縣)
德威特鎮區（英語：De Witt Township）是位於美國密蘇里州卡羅爾縣的一個行政鎮區。

## 地方資料
德威特鎮區的面積為119.45平方千米，當中陸地面積為115.52平方千米，而水域面積為3.93平方千米。根據2020年美國人口普查的數據，當地共有人口260人，而人口密度為每平方千米2.18人。